# Roggwil TG
| TG ist das Kürzel für den Kanton Thurgau in der Schweiz. Es wird verwendet, um Verwechslungen mit anderen Einträgen des Namens Roggwil zu vermeiden. |

Roggwil ist eine politische Gemeinde und eine Ortschaft im Bezirk Arbon des Schweizer Kantons Thurgau. Roggwil liegt an der Strasse Arbon – St. Gallen und besteht aus den im 20. Jahrhundert zusammengewachsenen Haufendörfern Ober- und Unter-Roggwil, der Ortschaft Freidorf sowie zahlreichen Weilern.
Bis 2002 war Roggwil eine Einheitsgemeinde.

## Geschichte

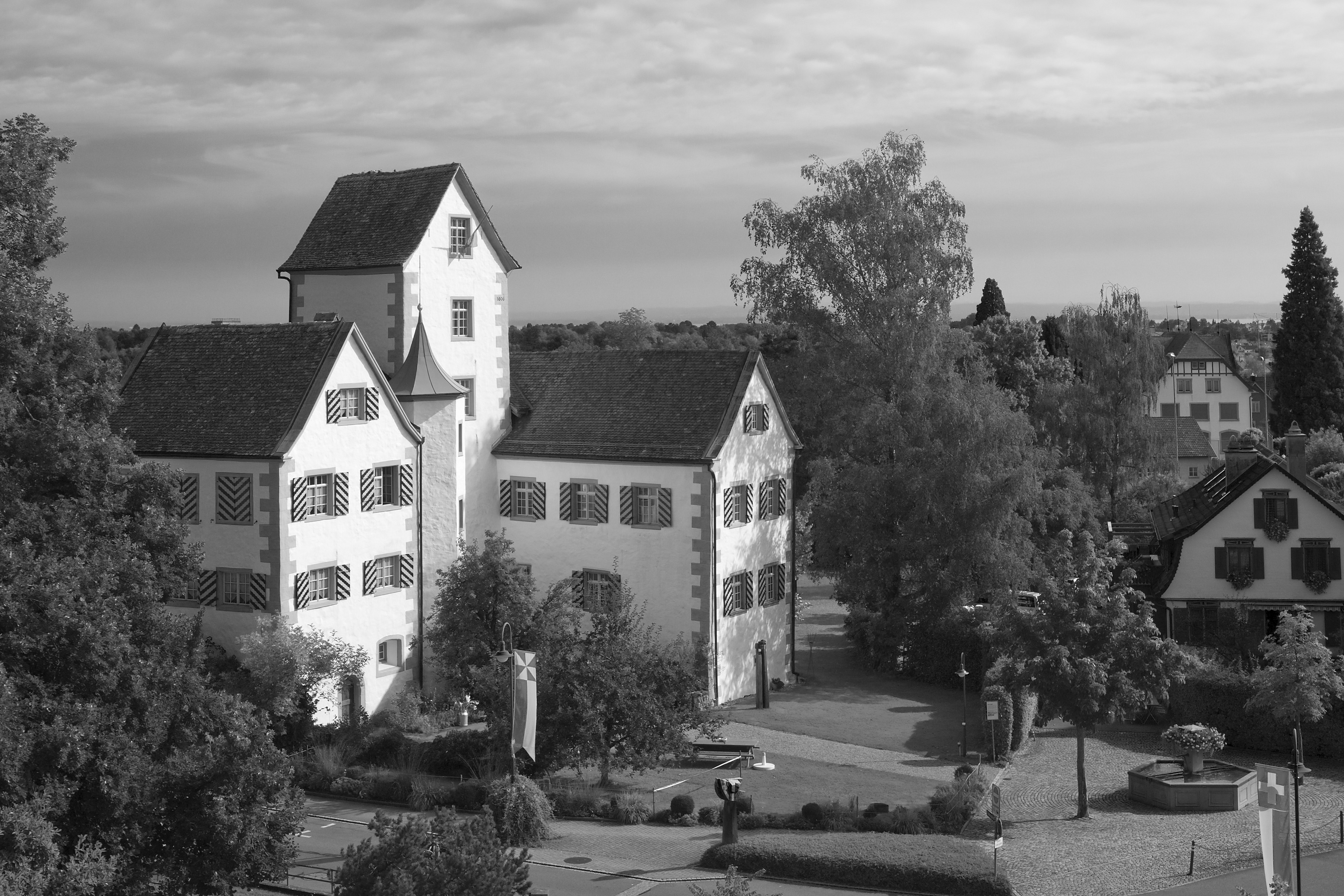
Schloss Roggwil

Luftbild von Walter Mittelholzer aus dem Jahr 1923

Gemäss einem bischöflich-fürstäbtischen Grenzvertrag aus dem Jahre 854, in welcher Rocconwilare erstmals urkundlich erwähnt wird, gelangte Roggwil 854 an den Bischof von Konstanz. Er trat die Gerichtsbarkeit Mitte des 13. Jahrhunderts als Erblehen an die von Hagenwil ab. 1264 kamen die Gerichte Hagenwil und Roggwil zur Fürstabtei St. Gallen, die 1364 die von Breitenlandenberg (1432 Offnung) und 1513 bis 1684 die von Bernhausen damit belehnte. 1685 bis 1798 übernahm sie die Gerichtshoheit selbst. Um 1420 erwarben die Mötteli von Rappenstein den Turm, den sie zum Schloss ausbauten, das von 1517 bis 1798 als Freisitz diente. 1578 wurde das Schloss an die Studer von Winkelbach, 1650 an die von Bernhausen vererbt, 1740 bis 1805 war es in St. Galler Klosterbesitz.
Im zweiten Drittel des 19. Jahrhunderts entstanden die beiden Primarschulgemeinden Roggwil und Freidorf-Watt. Im Jahr 1860 wurden die Weiler Ballen und Lengwil von der Orts- und der Munizipalgemeinde Roggwil abgetrennt und der Gemeinde Egnach zugeteilt. 1870 entstand aus den 1803 gebildeten, territorial deckungsgleichen Orts- und Munizipalgemeinde die Einheitsgemeinde Roggwil.
Um 900 war Roggwil Teil des Kirchspiels bzw. der Pfarrei Arbon, der die Roggwiler Katholiken Anfang des 21. Jahrhunderts noch immer angehörten. 1746 erfolgte die Loslösung der reformierten Kirchgemeinde samt einem Kirchenbau. 1870 waren 78 %, 1910 71 % und 2000 noch 51 % der Gemeindebevölkerung reformiert. Bis zur Errichtung der Kirche St. Otmar in Roggwil 1963 besuchten die Katholiken die Gottesdienste in Arbon und Berg.
Neben der Dreizelgenwirtschaft wurde Gemüse-, Flachs- und Obstbau, ab dem 19. Jahrhundert vermehrt Vieh- und Milchwirtschaft betrieben. 1900 sind sieben Käsereien nachgewiesen. Auf Gemeindegebiet standen fünf Mühlen und zwei Sägereien, um 1900 auch Stickereien, unter denen die meisten 1923 ihren Betrieb wieder eingestellt hatten. 1963 gründete Alfred Vogel die Bioforce AG, eine Produzentin von Phytotherapeutika. Dank der verkehrsgünstigen Lage setzte 1980 eine rege Wohnbautätigkeit ein. 2005 stellte die Landwirtschaft 18 % und der zweite Wirtschaftsfaktor 46 % der Arbeitsplätze in der Gemeinde.

## Wappen
Blasonierung: Achtfach geständert von Weiss und Rot.
Das Wappen der Gemeinde entspricht dem ursprünglichen Wappen der Herren von Roggwil.

## Bevölkerung
| Hier fehlt eine Grafik, die leider im Moment aus technischen Gründen nicht angezeigt werden kann. Wir arbeiten daran! |

| Jahr      | 1850 | 1880 | 1900 | 1950 | 1980 | 1990 | 2000 | 2010 | 2018 | 2022 |
| Einwohner | 1284 | 1182 | 1289 | 1542 | 1538 | 1762 | 2462 | 2884 | 3059 | 3307 |

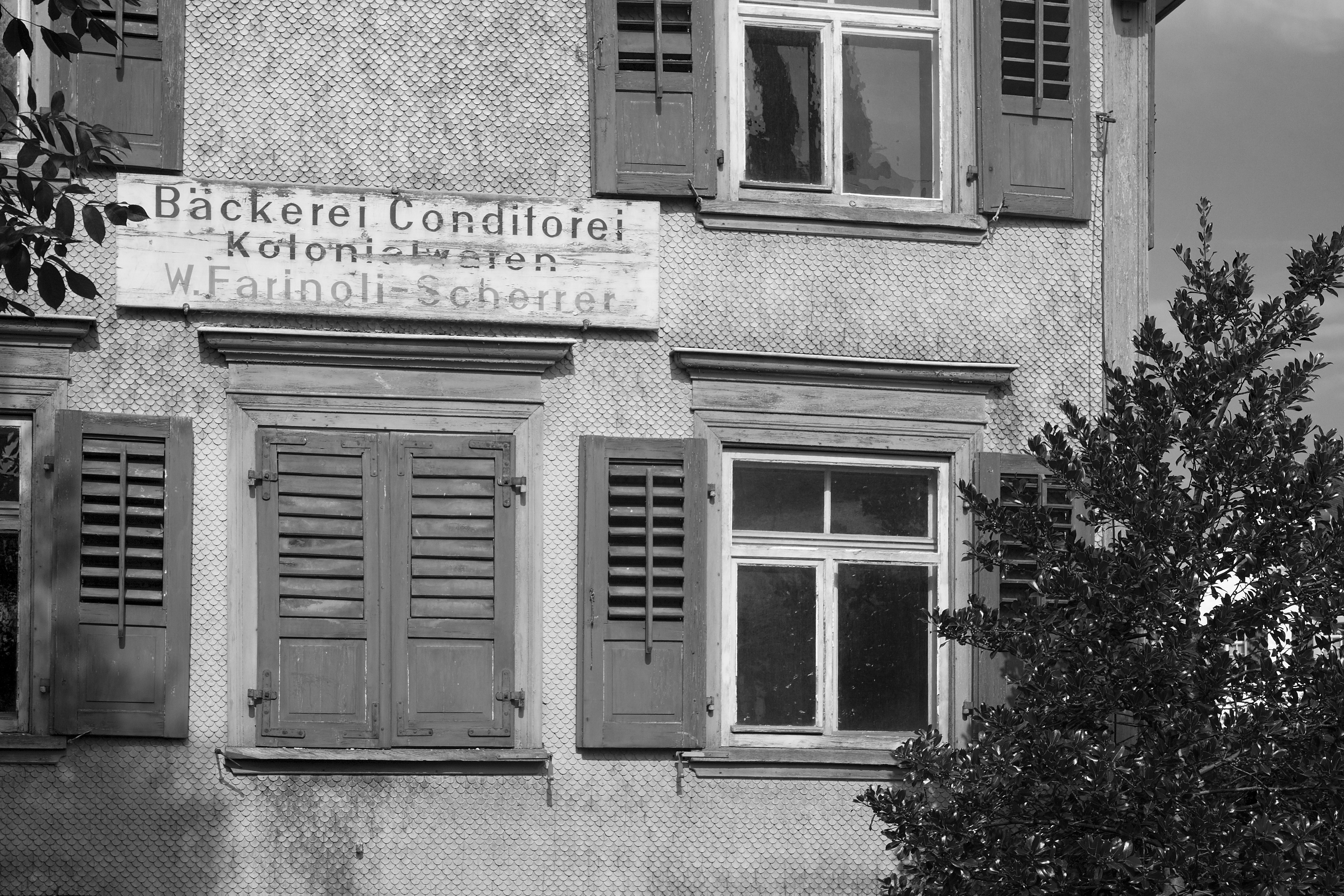
Überreste eines Kolonialwarengeschäftes

Von den insgesamt 3059 Einwohnern der Gemeinde Roggwil im Jahr 2018 waren 331 bzw. 10,8 % ausländische Staatsbürger. Die Ortschaft Roggwil zählte zu diesem Zeitpunkt 1545 Bewohner.

## Sehenswürdigkeiten

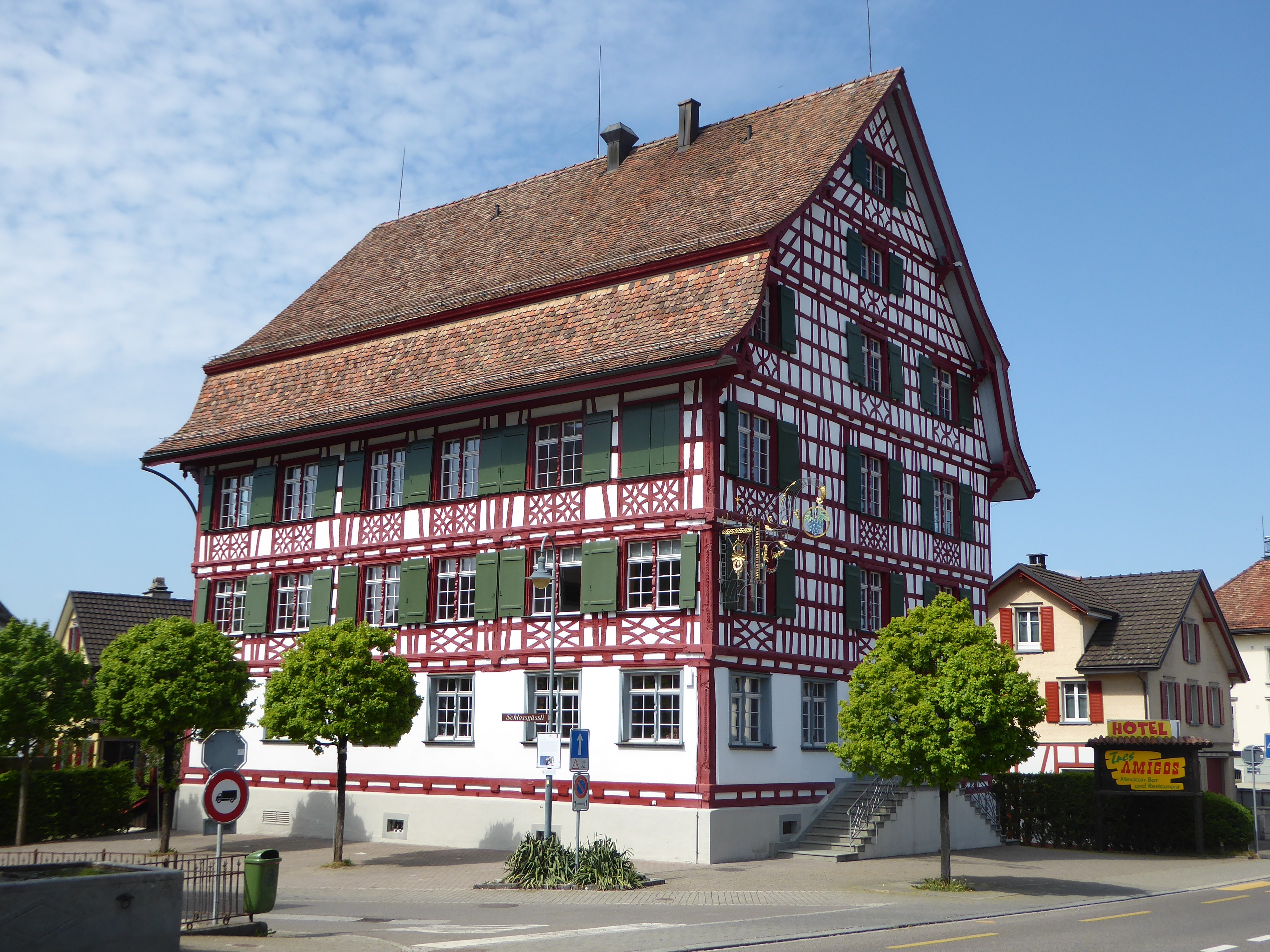
Restaurant «Traube», ein Kulturgut von nationaler Bedeutung

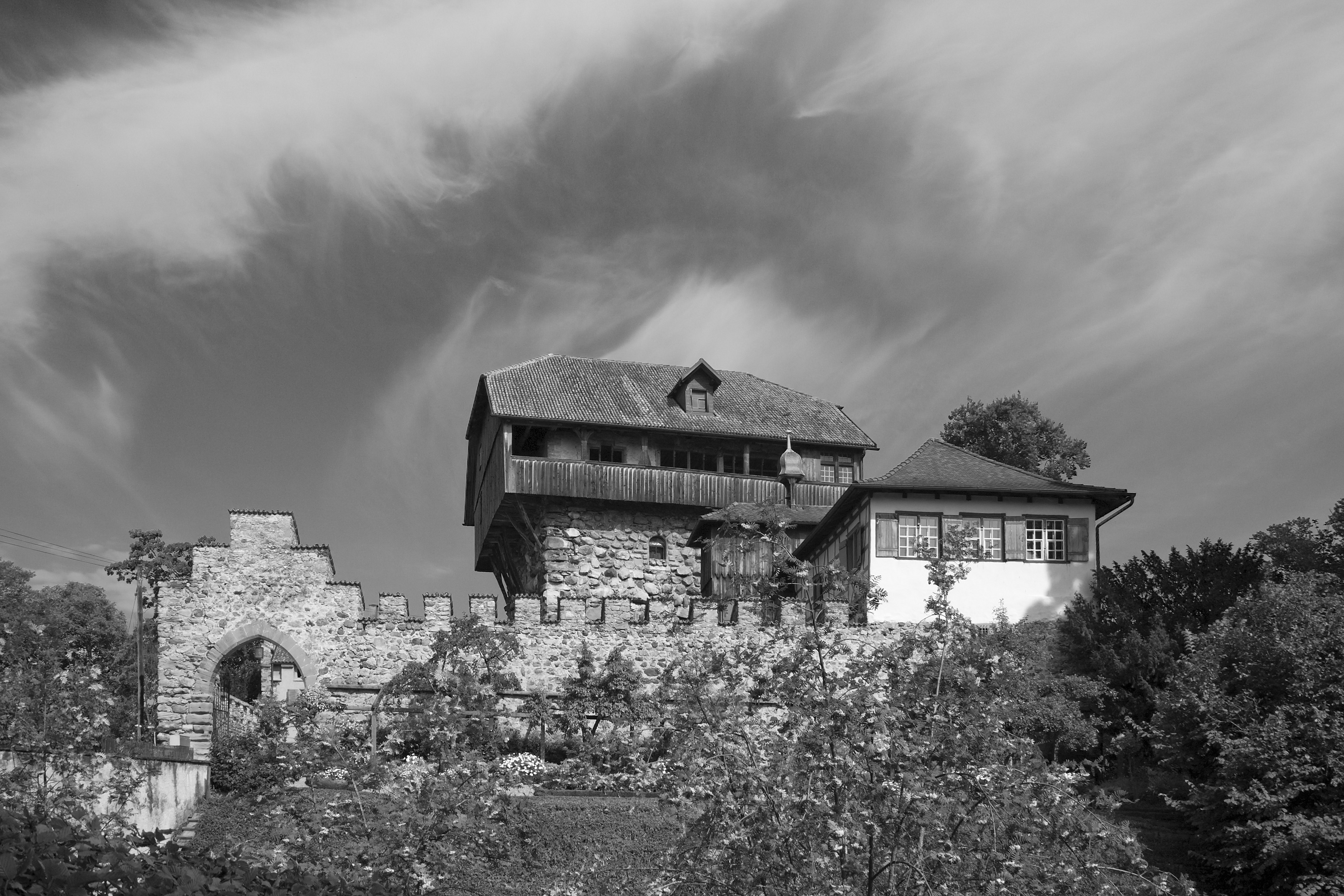
Schloss Mammertshofen

Das Dorf Roggwil und der Weiler Watt sind im Inventar der schützenswerten Ortsbilder der Schweiz aufgeführt.
Das Schloss Roggwil, eine dreigliedrige Anlage mit hohem Wehrturm, wurde im 13. Jahrhundert von den Herren von Roggwil errichtet und befindet sich heute in Privatbesitz.
Das Schloss Mammertshofen wurde im 13. Jahrhundert von den Herren von Mammertshofen, Marschalken des Klosters St. Gallen gebaut. Von 1360 bis 1645 war es im Besitz der Schenken von Castel. Charakteristisch für das Schloss ist sein mächtiger Bergfried. Heute ist es in Privatbesitz.

## Verkehr
Roggwil liegt unweit des Autobahnanschlusses Arbon-Süd des Autobahnzweigs A1.1. Dem öffentlichen Verkehr dient die Postautolinie 200 St. Gallen – Wittenbach – Arbon. In Freidorf befindet sich zudem der Bahnhof Roggwil-Berg der Bahnstrecke Romanshorn – St. Gallen der Südostbahn.

## Wirtschaft

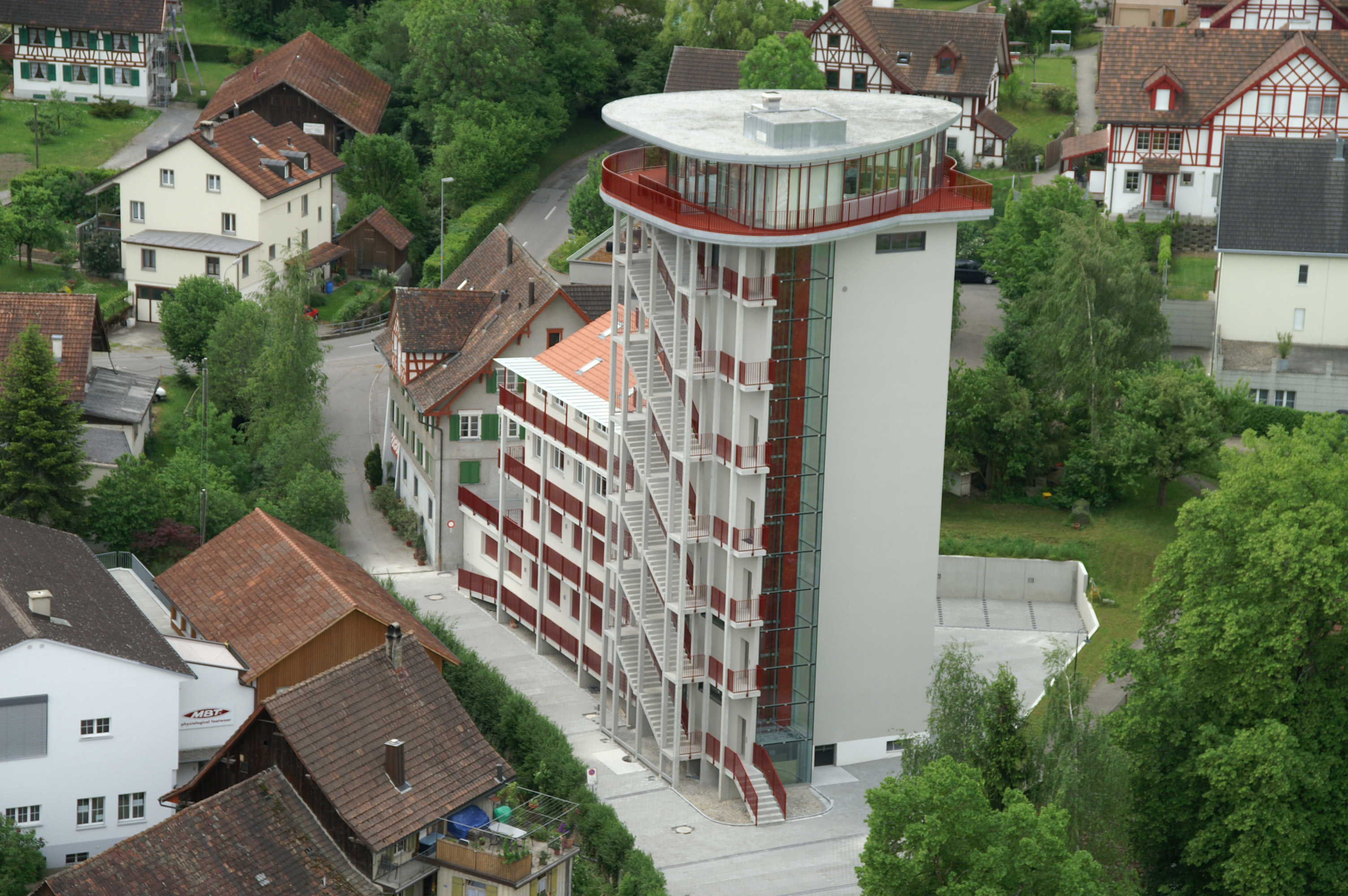
kybun Tower

Im Jahr 2016 bot Roggwil 1114 Personen Arbeit (umgerechnet auf Vollzeitstellen). Davon waren 9,3 % in der Land- und Forstwirtschaft, 49,6 % in Industrie, Gewerbe und Bau sowie 41,1 % im Dienstleistungssektor tätig.
In Roggwil nebst der Bioforce die Firma kybun AG von MBT-Erfinder Karl Müller ansässig. Die Firma ist Herstellerin von Schuhen und Matten; sie hat im Dorfzentrum den 30 Meter hohen kybun Tower errichtet.
Die 2008 gegründete «Landi Oberthurgau AG» übernahm im Jahr 2009 die «Thurella Agroservice AG» aus Egnach, 2016 die «Landi Bischofszell AG» nd 2022 die «LANDI Fürstenland AG» aus Wittenbach. Anschliessend wurde die «Landi Oberthurgau AG» in «LANDI Bodensee AG» umbenannt.